# Mystrium rogeri
Mystrium rogeri é uma espécie de formiga do gênero Mystrium.